# Спат (посёлок)
Спат (также Новый Спат; укр. Спат) — упразднённый посёлок в Симферопольском районе Крыма, включённый в состав Гвардейского, сейчас примерно соответствует северной части посёлка.

## История
Спат — немецко-русский посёлок при станции Сарабуз. Образовался, вероятно, в начале XX века, на 1921 год население составляло 267 человек. На 1926 год, согласно Списку населённых пунктов Крымской АССР по Всесоюзной переписи 17 декабря 1926 года, в посёлке Спат (со станцией Сарабуз), в составе упразднённого к 1940 году Шунукского сельсовета Симферопольского района, числилось 480 дворов, из них 477 крестьянских, население составляло 539 человек, из них 213 немцев, 170 русских, 65 украинцев, по 18 евреев и татар, 14 греков, 7 армян, 5 болгар, 4 латышей, 2 чеха, 23 записаны в графе «прочие», действовала немецкая школа. На 1931 год в посёлке числилось 497 жителей. Вскоре после начала Великой Отечественной войны, 18 августа 1941 года крымские немцы были выселены, сначала в Ставропольский край, а затем в Сибирь и северный Казахстан.
В 1944 году, после освобождения Крыма от фашистов, 12 августа 1944 года было принято постановление № ГОКО-6372с «О переселении колхозников в районы Крыма» и в сентябре 1944 года в район приехали первые новосёлы (214 семей) из Винницкой области. С 25 июня 1946 года Спат в составе Крымской области РСФСР. Указом Президиума Верховного Совета РСФСР от 18 мая 1948 года Новый Спат включён в состав Гвардейского.